# Elli Peer
Elli Peer (1900 in Wien – 22. Oktober 1927 in Klagenfurt) war eine österreichische Theaterschauspielerin und Sängerin (Operette).

## Leben
Peer war zuerst in Iglau, in Teschen und dann in Wien tätig. Vor ihrem Tod war sie zuletzt zwei Jahre in Klagenfurt tätig. Das Motiv für ihren Suizid ist unbekannt. Sie war mit dem Gesangskomiker und Schauspieler Rudolf Ander verheiratet.